# Саргассум
Саргассум, или саргасс, или «морской виноград» (лат. Sargassum), — род морских бурых водорослей из семейства Саргассовые водоросли (Sargassaceae).
Саргассумы ризоидами прикрепляются ко дну. Будучи оторванными, образуют так называемые слоевища, которые свободно плавают и не размножаются.
Распространены по берегам тёплых морей планеты. Слоевища образуют так называемые саргассовы моря («луга океана»), что затрудняет движение кораблей. Самым известным из таких морей является Саргассово море Атлантического океана.
В род Саргассум включают более 300 видов.